# Gran Premio di superbike di Imola 2017
Il Gran Premio di superbike di Imola 2017 è stata la quinta prova su tredici del campionato mondiale Superbike 2017, è stato disputato il 13 e 14 maggio sull'Autodromo Enzo e Dino Ferrari e in gara 1 ha visto la vittoria di Chaz Davies davanti a Jonathan Rea e Marco Melandri, lo stesso pilota si è ripetuto anche in gara 2, davanti a Jonathan Rea e Tom Sykes.
La vittoria nella gara valevole per il campionato mondiale Supersport 2017 è stata ottenuta da Kenan Sofuoğlu, mentre quella del campionato mondiale Supersport 300 è stata ottenuta da Marc García.
La giornata di gare è stata molto travagliata con nessuna delle gare che ha avuto lo sviluppo previsto: la gara 1 è stata interrotta dopo l'undicesimo giro con bandiera rossa e non è più ripartita, la gara 2 è stata interrotta dopo un giro ed è in seguito ripartita su 18 giri. La gara della supersport è stata ancor più complessa con una prima partenza e interruzione dopo un giro, una seconda partenza con ulteriori tre giri percorsi e una terza e ultima partenza con gara sviluppata su 11 giri.
Si tratta dell'ultimo Gran Premio che vede la partecipazione di Nicky Hayden: appena tre giorni dopo, il 17 Maggio, Kentucky Kid subirà un gravissimo incidente in bicicletta, per poi morire il 22 Maggio dopo cinque giorni di coma.

## Risultati

### Gara 1

#### Arrivati al traguardo
| Pos. | Nº | Pilota               | Squadra                     | Motocicletta      | Giri | Tempo     | Griglia | Punti |
| ---- | -- | -------------------- | --------------------------- | ----------------- | ---- | --------- | ------- | ----- |
| 1º   | 7  | Chaz Davies          | Aruba.it Racing - Ducati    | Ducati Panigale R | 12   | 21'21.371 | 1º      | 25    |
| 2º   | 1  | Jonathan Rea         | Kawasaki Racing             | Kawasaki ZX-10RR  | 12   | +6.696    | 3º      | 20    |
| 3º   | 33 | Marco Melandri       | Aruba.it Racing - Ducati    | Ducati Panigale R | 12   | +9.287    | 5º      | 16    |
| 4º   | 66 | Tom Sykes            | Kawasaki Racing             | Kawasaki ZX-10RR  | 12   | +9.913    | 2º      | 13    |
| 5º   | 12 | Javier Forés         | BARNI Racing                | Ducati Panigale R | 12   | +16.142   | 7º      | 11    |
| 6º   | 2  | Leon Camier          | MV Agusta Reparto Corse     | MV Agusta 1000 F4 | 12   | +21.914   | 4º      | 10    |
| 7º   | 60 | Michael van der Mark | Pata Yamaha                 | Yamaha YZF R1     | 12   | +24.638   | 9º      | 9     |
| 8º   | 22 | Alex Lowes           | Pata Yamaha                 | Yamaha YZF R1     | 12   | +25.792   | 11º     | 8     |
| 9º   | 40 | Román Ramos          | Kawasaki Go Eleven          | Kawasaki ZX-10RR  | 12   | +34.035   | 14º     | 7     |
| 10º  | 6  | Stefan Bradl         | Red Bull Honda              | Honda CBR1000RR   | 12   | +34.585   | 12º     | 6     |
| 11º  | 15 | Alex De Angelis      | Pedercini Racing SC-Project | Kawasaki ZX-10RR  | 12   | +39.857   | 18º     | 5     |
| 12º  | 32 | Lorenzo Savadori     | Milwaukee Aprilia           | Aprilia RSV4 RF   | 12   | +40.639   | 10º     | 4     |
| 13º  | 88 | Randy Krummenacher   | Kawasaki Puccetti Racing    | Kawasaki ZX-10RR  | 12   | +43.089   | 15º     | 3     |
| 14º  | 35 | Raffaele De Rosa     | Althea BMW Racing           | BMW S 1000 RR     | 12   | +43.560   | 16º     | 2     |
| 15º  | 86 | Ayrton Badovini      | Grillini Racing             | Kawasaki ZX-10RR  | 12   | +47.289   | 17º     | 1     |
| 16º  | 37 | Ondřej Ježek         | Grillini Racing             | Kawasaki ZX-10RR  | 12   | +50.389   | 20º     |       |

#### Non classificato
| Nº | Pilota         | Squadra           | Motocicletta    | Giri | Tempo   | Griglia |
| -- | -------------- | ----------------- | --------------- | ---- | ------- | ------- |
| 50 | Eugene Laverty | Milwaukee Aprilia | Aprilia RSV4 RF | 12   | +25.001 | 6º      |

#### Ritirati
| Nº | Pilota          | Squadra           | Motocicletta    | Giri | Griglia |
| -- | --------------- | ----------------- | --------------- | ---- | ------- |
| 84 | Riccardo Russo  | Guandalini Racing | Yamaha YZF R1   | 6    | 19º     |
| 69 | Nicky Hayden    | Red Bull Honda    | Honda CBR1000RR | 4    | 13º     |
| 36 | Leandro Mercado | IODARacing        | Aprilia RSV4 RF | 3    | 8º      |

### Gara 2

#### Arrivati al traguardo
| Pos. | Nº | Pilota               | Squadra                  | Motocicletta      | Giri | Tempo     | Griglia | Punti |
| ---- | -- | -------------------- | ------------------------ | ----------------- | ---- | --------- | ------- | ----- |
| 1º   | 7  | Chaz Davies          | Aruba.it Racing - Ducati | Ducati Panigale R | 18   | 33'48.345 | 1º      | 25    |
| 2º   | 1  | Jonathan Rea         | Kawasaki Racing          | Kawasaki ZX-10RR  | 18   | +3.739    | 3º      | 20    |
| 3º   | 66 | Tom Sykes            | Kawasaki Racing          | Kawasaki ZX-10RR  | 18   | +4.342    | 2º      | 16    |
| 4º   | 12 | Javier Forés         | BARNI Racing             | Ducati Panigale R | 18   | +14.441   | 7º      | 13    |
| 5º   | 33 | Marco Melandri       | Aruba.it Racing - Ducati | Ducati Panigale R | 18   | +14.596   | 5º      | 11    |
| 6º   | 22 | Alex Lowes           | Pata Yamaha              | Yamaha YZF R1     | 18   | +32.214   | 11º     | 10    |
| 7º   | 50 | Eugene Laverty       | Milwaukee Aprilia        | Aprilia RSV4 RF   | 18   | +33.919   | 6º      | 9     |
| 8º   | 81 | Jordi Torres         | Althea BMW Racing        | BMW S 1000 RR     | 18   | +35.932   | 21º     | 8     |
| 9º   | 60 | Michael van der Mark | Pata Yamaha              | Yamaha YZF R1     | 18   | +36.099   | 9º      | 7     |
| 10º  | 36 | Leandro Mercado      | IODARacing               | Aprilia RSV4 RF   | 18   | +37.621   | 8º      | 6     |
| 11º  | 40 | Román Ramos          | Kawasaki Go Eleven       | Kawasaki ZX-10RR  | 18   | +40.395   | 14º     | 5     |
| 12º  | 69 | Nicky Hayden         | Red Bull Honda           | Honda CBR1000RR   | 18   | +43.738   | 13º     | 4     |
| 13º  | 32 | Lorenzo Savadori     | Milwaukee Aprilia        | Aprilia RSV4 RF   | 18   | +48.589   | 10º     | 3     |
| 14º  | 6  | Stefan Bradl         | Red Bull Honda           | Honda CBR1000RR   | 18   | +54.649   | 12º     | 2     |
| 15º  | 88 | Randy Krummenacher   | Kawasaki Puccetti Racing | Kawasaki ZX-10RR  | 18   | +54.916   | 15º     | 1     |
| 16º  | 35 | Raffaele De Rosa     | Althea BMW Racing        | BMW S 1000 RR     | 18   | +56.434   | 16º     |       |
| 17º  | 37 | Ondřej Ježek         | Grillini Racing          | Kawasaki ZX-10RR  | 18   | +1'15.311 | 20º     |       |

#### Ritirati
| Nº | Pilota          | Squadra                     | Motocicletta      | Giri | Griglia |
| -- | --------------- | --------------------------- | ----------------- | ---- | ------- |
| 84 | Riccardo Russo  | Guandalini Racing           | Yamaha YZF R1     | 9    | 19º     |
| 2  | Leon Camier     | MV Agusta Reparto Corse     | MV Agusta 1000 F4 | 2    | 4º      |
| 15 | Alex De Angelis | Pedercini Racing SC-Project | Kawasaki ZX-10RR  | 2    | 18º     |
| 86 | Ayrton Badovini | Grillini Racing             | Kawasaki ZX-10RR  | 0    | 17º     |

### Supersport

#### Arrivati al traguardo
| Pos. | Nº  | Pilota             | Squadra                         | Motocicletta        | Giri | Tempo     | Griglia | Punti |
| ---- | --- | ------------------ | ------------------------------- | ------------------- | ---- | --------- | ------- | ----- |
| 1º   | 1   | Kenan Sofuoğlu     | Kawasaki Puccetti Racing        | Kawasaki ZX-6R      | 11   | 20'36.422 | 5º      | 25    |
| 2º   | 144 | Lucas Mahias       | GRT Yamaha                      | Yamaha YZF R6       | 11   | + 0.438   | 2º      | 20    |
| 3º   | 99  | Patrick Jacobsen   | MV Agusta Reparto Corse         | MV Agusta F3 675    | 11   | +1.573    | 1º      | 16    |
| 4º   | 32  | Sheridan Morais    | Kallio Racing                   | Yamaha YZF R6       | 11   | +8.405    | 6º      | 13    |
| 5º   | 111 | Kyle Smith         | GEMAR Team Lorini               | Honda CBR600RR      | 11   | +9.181    | 7º      | 11    |
| 6º   | 16  | Jules Cluzel       | CIA Landlord Insurance Honda    | Honda CBR600RR      | 11   | +9.474    | 8º      | 10    |
| 7º   | 11  | Christian Gamarino | BARDAHL EVAN BROS. Honda Racing | Honda CBR600RR      | 11   | +12.979   | 3º      | 9     |
| 8º   | 84  | Loris Cresson      | SC Racing-RPM84                 | Yamaha YZF R6       | 11   | +16.665   | 11º     | 8     |
| 9º   | 78  | Hikari Ōkubo       | CIA Landlord Insurance Honda    | Honda CBR600RR      | 11   | +16.966   | 10º     | 7     |
| 10º  | 61  | Alessandro Zaccone | MV Agusta Reparto Corse         | MV Agusta F3 675    | 11   | +17.957   | 12º     | 6     |
| 11º  | 13  | Anthony West       | EAB West Racing                 | Yamaha YZF R6       | 11   | +19.390   | 20º     | 5     |
| 12º  | 14  | Jack Kennedy       | Profile Racing                  | Triumph Daytona 675 | 11   | +21.035   | 13º     | 4     |
| 13º  | 81  | Luke Stapleford    | Profile Racing                  | Triumph Daytona 675 | 11   | +23.545   | 18º     | 3     |
| 14º  | 65  | Michael Canducci   | 3570 Puccetti Racing FMI        | Kawasaki ZX-6R      | 11   | +25.494   | 22º     | 2     |
| 15º  | 4   | Gino Rea           | Kawasaki Go Eleven              | Kawasaki ZX-6R      | 11   | +28.574   | 19º     | 1     |
| 16º  | 38  | Hannes Soomer      | WILSport Racedays               | Honda CBR600RR      | 11   | +29.233   | 17º     |       |
| 17º  | 47  | Rob Hartog         | Hartog - Jenik - Against Cancer | Kawasaki ZX-6R      | 11   | +29.736   | 15º     |       |
| 18º  | 70  | Robin Mulhauser    | CIA Landlord Insurance Honda    | Honda CBR600RR      | 11   | +45.845   | 26º     |       |
| 19º  | 83  | Lachlan Epis       | Response RE Racing              | Kawasaki ZX-6R      | 11   | +46.057   | 30º     |       |
| 20º  | 92  | Hiromichi Kunikawa | CIA Landlord Insurance Honda    | Honda CBR600RR      | 11   | +52.633   | 31º     |       |
| 21º  | 10  | Nacho Calero       | Orelac Racing VerdNatura        | Kawasaki ZX-6R      | 11   | +52.961   | 27º     |       |
| 22º  | 73  | Jacopo Cretaro     | Phoenix Suzuki Racing           | Suzuki GSX-R600     | 11   | +53.204   | 29º     |       |
| 23º  | 56  | Péter Sebestyén    | SSP Hungary by Pedercini Racing | Kawasaki ZX-6R      | 11   | +1'01.255 | 35º     |       |
| 24º  | 48  | Giuseppe Scarcella | GEMAR Team Lorini               | Honda CBR600RR      | 11   | +1'26.959 | 36º     |       |
| 25º  | 9   | Connor London      | Phoenix Suzuki Racing           | Suzuki GSX-R600     | 11   | +1'56.598 | 33º     |       |

#### Ritirati
| Nº  | Pilota                | Squadra                  | Motocicletta     | Giri | Griglia |
| --- | --------------------- | ------------------------ | ---------------- | ---- | ------- |
| 26  | Kazuki Watanabe       | Kawasaki Go Eleven       | Kawasaki ZX-6R   | 8    | 21º     |
| 64  | Federico Caricasulo   | GRT Yamaha               | Yamaha YZF R6    | 8    | 4º      |
| 74  | Jaimie van Sikkelerus | MVR Racing               | Yamaha YZF R6    | 6    | 23º     |
| 66  | Niki Tuuli            | Kallio Racing            | Yamaha YZF R6    | 5    | 14º     |
| 25  | Alex Baldolini        | Race Department ATK#25   | MV Agusta F3 675 | 4    | 24º     |
| 52  | Marco Malone          | Green Speed              | Kawasaki ZX-6R   | 3    | 28º     |
| 77  | Kyle Ryde             | Kawasaki Puccetti Racing | Kawasaki ZX-6R   | 0    | 9º      |
| 122 | Daniele Corradi       | SCS Racing               | Kawasaki ZX-6R   | 0    | 32º     |
| 44  | Roberto Rolfo         | Factory Vamag            | MV Agusta F3 675 | 0    | 16º     |
| 63  | Zulfahmi Khairuddin   | Orelac Racing VerdNatura | Kawasaki ZX-6R   | 0    | 25º     |
| 7   | Davide Pizzoli        | Race Department ATK#25   | MV Agusta F3 675 | 0    | 34º     |

### Supersport 300

#### Arrivati al traguardo
| Pos. | Nº | Pilota                    | Squadra                             | Motocicletta       | Giri | Tempo     | Griglia | Punti |
| ---- | -- | ------------------------- | ----------------------------------- | ------------------ | ---- | --------- | ------- | ----- |
| 1º   | 41 | Marc García               | Halcourier Racing                   | Yamaha YZF-R3      | 11   | 24'21.227 | 5º      | 25    |
| 2º   | 15 | Alfonso Coppola           | SK Racing                           | Yamaha YZF-R3      | 11   | +0.177    | 2º      | 20    |
| 3º   | 22 | Mykyta Kalinin            | Team MOTOXRACING                    | Yamaha YZF-R3      | 11   | +1.676    | 9º      | 16    |
| 4º   | 25 | Borja Sánchez             | Halcourier Racing                   | Yamaha YZF-R3      | 11   | +1.966    | 3º      | 13    |
| 5º   | 95 | Giuseppe De Gruttola      | SK Racing                           | Yamaha YZF-R3      | 11   | +1.987    | 6º      | 11    |
| 6º   | 20 | Dorren Loureiro           | DS Junior Team                      | Yamaha YZF-R3      | 11   | +2.143    | 7º      | 10    |
| 7º   | 91 | Luca Bernardi             | MotorZenit                          | Yamaha YZF-R3      | 11   | +2.182    | 14º     | 9     |
| 8º   | 99 | Paolo Grassia             | 3570 Made in CIV                    | Kawasaki Ninja 300 | 11   | +2.325    | 8º      | 8     |
| 9º   | 6  | Robert Schotman           | GRT Yamaha WorldSSP300 Team         | Yamaha YZF-R3      | 11   | +2.502    | 10º     | 7     |
| 10º  | 88 | Mika Pérez                | WILSport Racedays                   | Honda CBR500R      | 11   | +3.403    | 1º      | 6     |
| 11º  | 75 | Scott Deroue              | MTM HS Kawasaki                     | Kawasaki Ninja 300 | 11   | +10.599   | 21º     | 5     |
| 12º  | 2  | Ana Carrasco              | ETG Racing                          | Kawasaki Ninja 300 | 11   | +10.692   | 13º     | 4     |
| 13º  | 33 | Daniel Valle              | Halcourier Racing                   | Yamaha YZF-R3      | 11   | +10.900   | 21º     | 3     |
| 14º  | 12 | Ali Adriansyah Rusmiputro | Petramina Almeria Racing Team       | Yamaha YZF-R3      | 11   | +11.280   | 26º     | 2     |
| 15º  | 18 | Alex Murley               | Team Toth                           | Yamaha YZF-R3      | 11   | +11.714   | 12º     | 1     |
| 16º  | 79 | Chris Taylor              | MTM HS Kawasaki                     | Kawasaki Ninja 300 | 11   | +11.827   | 17º     |       |
| 17º  | 23 | Manuel Bastianelli        | 3750 Made by CIV                    | Kawasaki Ninja 300 | 11   | +15.474   | 25º     |       |
| 18º  | 14 | Enzo de la Vega           | GRT Yamaha WorldSSP300 Team         | Yamaha YZF-R3      | 11   | +15.807   | 18º     |       |
| 19º  | 13 | Jacopo Facco              | 2R Road Racing                      | Yamaha YZF-R3      | 11   | +23.769   | 11º     |       |
| 20º  | 27 | Filippo Rovelli           | ParkinGO DS Junior Team             | Yamaha YZF-R3      | 12   | +28.268   | 27º     |       |
| 21º  | 80 | Armando Pontone           | IODA Racing                         | Yamaha YZF-R3      | 11   | +29.041   | 22º     |       |
| 22º  | 87 | Angelo Licciardi          | Team Trasimeno                      | Yamaha YZF-R3      | 11   | +29.052   | 16º     |       |
| 23º  | 84 | Michael Carbonera         | SK Racing                           | Yamaha YZF-R3      | 11   | +29.147   | 24º     |       |
| 24º  | 35 | Alex Triglia              | Scuderia Maranga Racing             | Honda CBR500R      | 11   | +33.087   | 15º     |       |
| 25º  | 17 | Gabriel Noderer           | Scuderia Maranga Racing             | Honda CBR500R      | 11   | +33.789   | 29º     |       |
| 26º  | 19 | Edoardo Rovelli           | ParkinGO DS Junior Team             | Yamaha YZF-R3      | 11   | +42.042   | 20º     |       |
| 27º  | 9  | Ruben Doorakkers          | MVR Racing                          | Yamaha YZF-R3      | 11   | +50.299   | 34º     |       |
| 28º  | 52 | Troy Bezuidenhout         | Team Toth                           | Yamaha YZF-R3      | 11   | +50.579   | 30º     |       |
| 29º  | 21 | Avalon Biddle             | Sourz Foods - Benjan Racing         | Kawasaki Ninja 300 | 11   | +51.628   | 32º     |       |
| 30º  | 7  | Nicola Settimo            | Bierreti by 2R                      | Yamaha YZF-R3      | 11   | +51.756   | 28º     |       |
| 31º  | 26 | Jared Schultz             | DDM by BWG_Bike & Motor RT_Grimaldi | Kawasaki Ninja 300 | 11   | +56.472   | 33º     |       |
| 32º  | 26 | Carl Mitchell             | Hopkins Racing                      | Kawasaki Ninja 300 | 11   | +1'10.605 | 35º     |       |
| 33º  | 11 | Nicolas Cupaioli          | 3ENNE#Racing                        | Yamaha YZF-R3      | 11   | +1'22.172 | 36º     |       |

#### Ritirati
| Nº  | Pilota          | Squadra       | Motocicletta  | Giri | Griglia |
| --- | --------------- | ------------- | ------------- | ---- | ------- |
| 121 | Kimi Patova     | Kallio Racing | Yamaha YZF-R3 | 10   | 19º     |
| 130 | Renzo Ferreira  | Kallio Racing | Yamaha YZF-R3 | 9    | 23º     |
| 28  | Paolo Giacomini | Terra e Moto  | Yamaha YZF-R3 | 0    | 4º      |

#### Non Partito
| Nº | Pilota      | Squadra                  | Motocicletta       |
| -- | ----------- | ------------------------ | ------------------ |
| 54 | Harun Çabuk | Kawasaki Puccetti Racing | Kawasaki Ninja 300 |